# Brundinia meridionalis
Brundinia meridionalis is een keversoort uit de familie van de kortschildkevers (Staphylinidae). De wetenschappelijke naam van de soort is voor het eerst geldig gepubliceerd in 1853 door Mulsant & Rey.